# أندري ماكين
أندري سيرجيفيتش ماكين (بالفرنسية: Andreï Makine) (بالروسية: Андрей Сергеевич Макин؛ ولد في 10 سبتمبر 1957) روائي فرنسي روسي المولد وينشر رواياته تحت اسمه المستعار غبريال أوزموند. انتُخب في يناير 2016 لشغل المقعد رقم 5 بالأكاديمية الفرنسية خلفًت للجزائرية آسيا جبار.

## روابط خارجية
- أندري ماكين على موقع مونزينجر (الألمانية)